# Rio Nizao
Nizao é um dos mais importantes rios da República Dominicana. Três usinas hidrelétricas foram construídas ao longo de sua trajetória, a maior em Jigüey Dam. Segundo Luis Carvajal, um ecologista dominicano, estima-se um custo de RD$350M por quilômetros para recuperar o rio.